# Beintza-Labaien
Beintza-Labaien (en espagnol Beinza-Labayen)  ou officiellement Labaien est une municipalité composé de deux villages distants d'un kilomètre, Beintza et Labaien, dans la Communauté forale de Navarre (Espagne).
La municipalité est située dans la zone bascophone de la province où la langue basque est coofficielle avec l'espagnol. Elle fait partie de la mérindade de Pampelune. Le secrétaire de mairie est aussi celui de Donamaria, Oitz et Urrotz.

## Division linguistique
En 2011, 90% de la population de Beintza-Labaien avait le basque comme langue maternelle. La population totale située dans la zone bascophone en 2018, comprenant 64 municipalités dont Beintza-Labaien, était bilingue à 60.8%, à cela s'ajoute 10.7% de bilingues réceptifs.

### Droit
En accord avec la loi forale 18/1986 du 15 décembre sur le basque, la Navarre est linguistiquement divisée en trois zones. Cette municipalité fait partie de la zone bascophone où l'utilisation du basque y est majoritaire. Le basque et le castillan sont utilisés dans l'Administration publique, les médias, les manifestations culturelles et en éducation cependant l'usage courant du basque y est présent et encouragé le plus souvent.

### Sources
- (es) Cet article est partiellement ou en totalité issu de l’article de Wikipédia en espagnol intitulé « Beinza-Labayen » (voir la liste des auteurs).